# Basarabeasca járás
Basarabeasca járás (oroszul: Бессарабский район, ukránul: Бессарабський район) közigazgatási egység Moldovában. Közigazgatási központja Basarabeasca város.

## Fekvése
Az ország déli részén helyezkedik el. Északról Cimișlia járás, nyugatról és délnyugatról Gagauzia, keletről és délkeletről pedig az ukrajnai Odesszai terület határolja.

## Lakosság
| Nemzetiségek        | 2004  | 2004   |
| ------------------- | ----- | ------ |
| Moldávok            | 20218 | 69,77% |
| Oroszok             | 2568  | 8,86%  |
| Gagauzok            | 2220  | 7,66%  |
| Ukránok             | 1948  | 6,72%  |
| Bolgárok            | 1544  | 5,33%  |
| Romák               | 216   | 0,75%  |
| Románok             | 70    | 0,24%  |
| Egyéb nemzetiségűek | 184   | 0,67%  |
| Összesen            | 29700 | 100,0% |

## Közigazgatási beosztás
Basarabeasca járás 1 városból, 6 községből és 3 faluból áll.
Városok
- Basarabeasca

Községek
- Abaclia, Bașcalia, Carabetovca, Iordanovca, Iserlia, Sadaclia.

Falvak
- Bogdanovca, Carabiber, Ivanovca.

## Külső hivatkozások
- Népszámlálási adatok Archiválva 2016. június 11-i dátummal a Wayback Machine-ben
- A járás hivatalos honlapja

1. ↑  2014 Moldovan census, 2017